# Echosmith
Echosmith – amerykańska grupa muzyczna, założona w lutym 2009 r. przez rodzeństwo o nazwisku Sierota: Sydney (wokal), Jamiego, Noaha i Grahama. Zespół gra muzykę indiepopową. W 2014 ukazał się ich debiutancki album Talking Dreams, z którego pochodzi singel Cool Kids.